# Antoine I de Lévi de Château-Morant

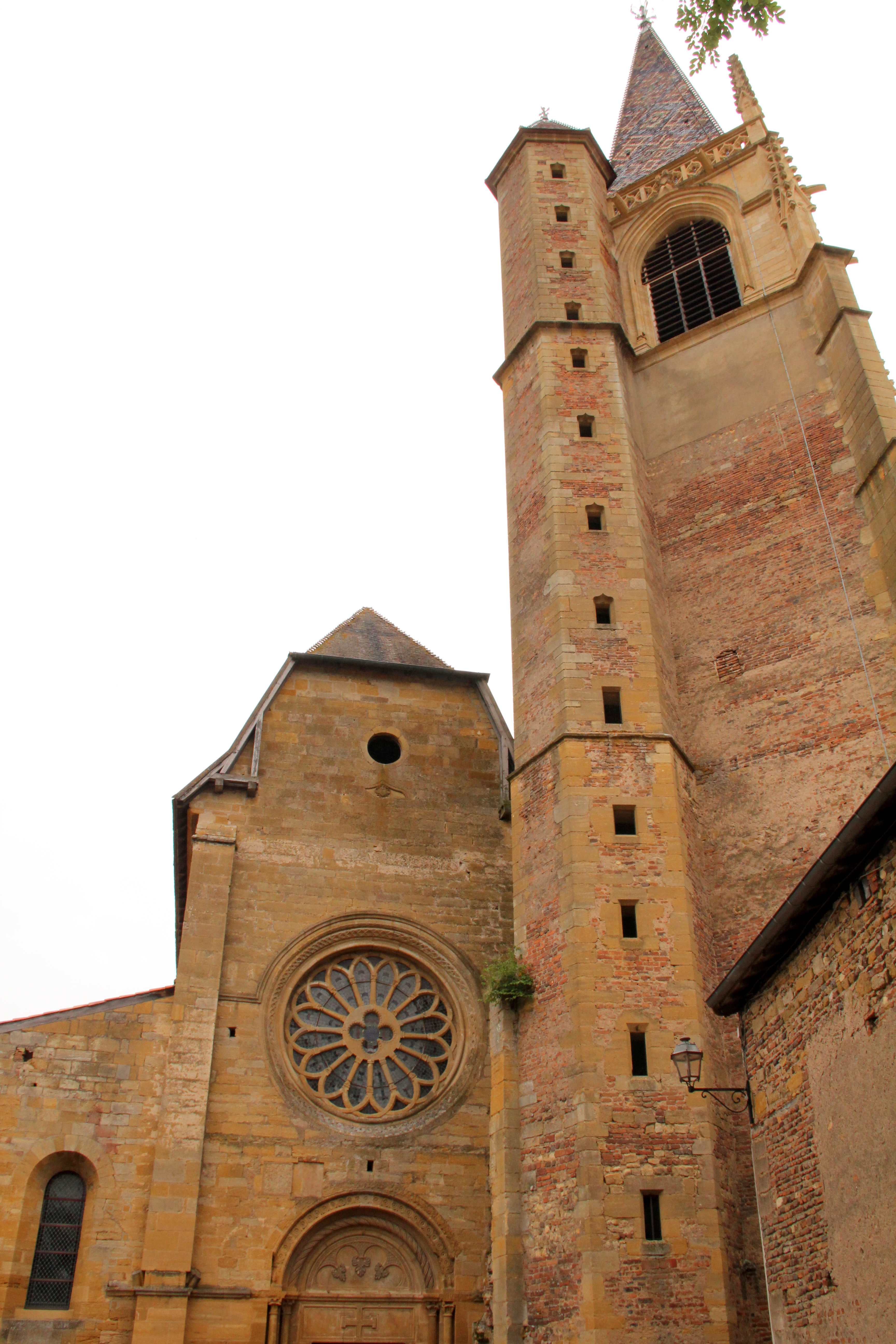
Voormalige abdij van La Bénisson-Dieu

Antoine I de Lévi de Château-Morant ( - Saint-Flour, 1565) was een prelaat in het koninkrijk Frankrijk tijdens de Renaissance.
Hij was bisschop van Saint-Paul-Trois-Châteaux (1516-1526), aartsbisschop van Embrun (1526-1551) en bisschop van Saint-Flour (1547-1565). Tevens was hij titulair abt van de cisterciënzer abdij van La Bénisson-Dieu.

## Levensloop
Lévi was een zoon van Jacques de Lévi, baron van Château-Morant, en van Louise de Tournon. Zijn moeder was de tante van de machtige kardinaal-aartsbisschop van Lyon, François II de Tournon. Lévi was tevens de neef van een andere bisschop uit de familie de Tournon. Zijn neef Claude de Tournon was bisschop van Vivais, nabij Saint-Paul-Trois-Châteaux. Als bisschop van Saint-Paul-Trois-Châteaux vroeg hij zijn neef Claude om tevens zijn eigen bisschopstroon te bezetten. Toen Claude hem later berichtte dat dit te veel werk was, benoemde Lévi een vijftal medewerkers als verantwoordelijken van het bisdom Saint-Paul-Trois-Châteaux.
Dit liet Lévi toe aan het koninklijk hof in Parijs te verblijven. Zijn macht nam toe nadat koning Frans I gevangen zat na de nederlaag in de Slag bij Pavia (1525). Lévi werd adviseur van regentes Louise van Savoye, de koningin-moeder. Lévi vroeg en verkreeg gunsten voor zijn bisschopsstad Saint-Paul-Trois-Châteaux. Zo kreeg zijn stad de toelating om vier jaarmarkten per jaar te organiseren, alsook één kleine markt per week. Frans I kwam vrij in 1526 door de Vrede van Madrid (1526). Lévi werd weggepromoveerd tot aartsbisschop van Embrun, waar hij langdurig verbleef.
Op het einde van zijn kerkelijke carrière resideerde hij in Saint-Flour, zijn laatste bisschopstroon.